# Miguel Vítor
Miguel Vítor, właśc. Miguel Ângelo Leonardo Vítor (ur. 30 czerwca 1989 w Torres Vedras) – portugalski piłkarz występujący na pozycji środkowego obrońcy. Od 2016 gra w klubie Hapoel Beer Szewa.

## Kariera klubowa
Miguel Vítor zawodową karierę rozpoczął w 2007 w Benfice Lizbona. W pierwszej lidze zadebiutował 25 sierpnia w zremisowanym 0:0 meczu z Vitórią Guimarães. Następnie z powodu kontuzji Luisão i Davida Luiza wystąpił w spotkaniu trzeciej rundy eliminacyjnej Ligi Mistrzów przeciwko duńskiemu FC København. W styczniu 2008 Vítor razem z pomocnikiem Romeu Ribeiro został wypożyczony do końca sezonu do drugoligowego CD Aves. Rozegrał dla niego 7 spotkań i zajął 8. miejsce w tabeli Liga de Honra.
Po powrocie do Benfiki portugalski obrońca zaczął grywać już znacznie częściej niż przed wypożyczeniem. W sezonie 2008/2009 rozegrał łącznie 16 spotkań w lidze, w tym 15 w podstawowym składzie. Regularnie dostawał szanse gry zwłaszcza w drugiej części rozgrywek. Od początku sezonu 2009/2010 Vítor wspólnie z Brazylijczykiem Sidneiem stał się rezerwowym dla Luisão i Davida Luiza i przez cały sezon zanotował tylko 2 występy w lidze. Benfica zdobyła mistrzostwo Portugalii.
Na początku lipca 2010 został wypożyczony na jeden sezon do Leicesteru City. Zadebiutował 21 września w wygranym 2:1 meczu Pucharu Ligi Angielskiej z Portsmouth. 6 listopada strzelił gola w zwycięskim 2:0 spotkaniu przeciwko Barnsley.
24 czerwca 2013 roku został zawodnikiem greckiego PAOK FC. W 2016 trafił do Hapoelu Beer Szewa.

## Kariera reprezentacyjna
Vítor ma za sobą występy w młodzieżowych reprezentacjach Portugalii, między innymi w kadrze do lat 21.